# Grikurov Point
Der Grikurov Point (englisch; polnisch Przylądek Grikurova) ist eine felsige Landspitze von King George Island im Archipel der Südlichen Shetlandinseln. Auf der Ostseite der Fildes-Halbinsel liegt sie südlich des Lapidary Point am Ufer der Ardley Cove vor der Einfahrt zur Rocky Cove.
Polnische Wissenschaftler benannten sie 1984 nach dem russischen Geologen Garrik E. Grikurow (* 1934).